# هندسة بصرية

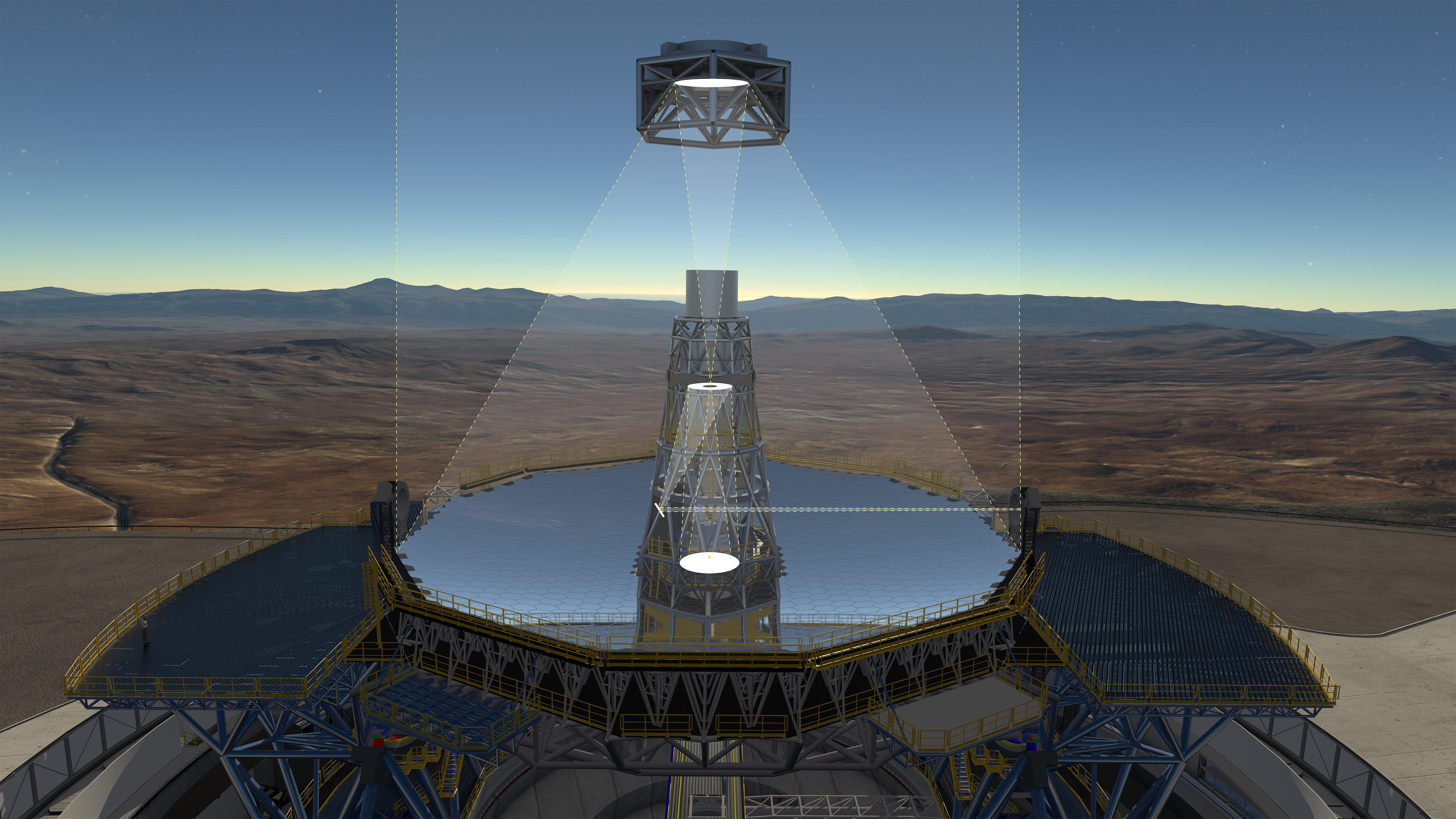
النظام البصري في التلسكوب الأوروبي الكبير وهو يُظهر موقع العدسات

الهندسة البصرية هي مجال الدراسة الذي يركز على التطبيقات البصرية. يصمم المهندسون البصريون مكونات الأدوات البصرية مثل العدسات والمجاهر والتلسكوبات وغيرها من المعدات التي تستخدم خصائص الضوء بفاعلية. تشمل الأجهزة الأخرى أجهزة الاستشعار البصرية وأنظمة القياس وأجهزة الليزر وأنظمة الاتصال بواسطة الألياف الضوئية وأنظمة الأقراص البصرية (مثل CD ، DVD)
ولأن المهندسين البصريين يريدون تصميم وصناعة الأجهزة التي تجعل الضوء يفعل شيئًا مفيدًا يجب عليهم فهم علم البصريات وتطبيقه بتفصيل دقيق من أجل معرفة ما يمكن تحقيقه فيزيائيًا (أو كيمياء). ومع ذلك يجب أن يعرفوا أيضًا ما هو عملي من حيث التكنولوجيا والمواد المتوفرة والتكاليف وأساليب التصميم وما إلى ذلك. وكما هو الحال في المجالات الهندسية الأخرى تعتبر أجهزة الحاسوب مهمة للكثير من المهندسين العاملين في مجال البصريات. يتم استخدامها للمحاكاة في مرحلة التصميم وفي العديد من التطبيقات الأخرى. غالبًا ما يستخدم المهندسون الأدوات الحاسوبية العامة مثل جداول البيانات ولغات البرمجة، ويستخدمون بشكل متكرر البرامج البصرية المتخصصة المصممة لمجالهم بشكل رئيسي.
يستخدم علم القياس الهندسي البصري طرقًا بصرية لقياس الاهتزازات الصغيرة باستخدام أدوات مثل مقياس تداخل القياسات الليزري، ولقياس خصائص الكتل المختلفة باستخدام أدوات قياس الانكسار.

## مقدمة إلى هوائيات التيرا هيرتز الضوئية
التيرا هيرتز (THz) هو الاسم الذي يطلق على منطقة الطيف الكهرومغناطيسي الموجودة بين نطاق الموجات القصيرة (أصغر من 100 غيغا هيرتز) ونطاق الأشعة تحت الحمراء الطويلة (أكبر من 10 تيرا هيرتز). غالبًا ما يُشار إلى هذه المنطقة باسم (الحدود الأخيرة) للموجات الكهرومغناطيسية، وذلك بسبب قلة وجود تطبيقات الدراسة والتطوير لموجات التيرا هيرتز. السبب في ذلك بسيط وهو أنّ تحقيق الكفاءة والكشف عن موجات التيراهيرتز مشكلة معقدة جدًا. تقع موجات التيرا هيرتز في المنطقة الانتقالية للطيف الكهرومغناطيسي بين المنطقة الإلكترونية الكلاسيكية (موجات الراديو والموجات الميكرونية والموجات المليمترية) والمنطقة الفوتونية (الأشعة تحت الحمراء والاشعة المرئية والأشعة فوق البنفسجية والأشعة السينية) حيث تصبح الطبيعة الكمية للضوء هي المهيمنة. يسبب اقتراب موجات التيرا هيرتز من أي من هذه المناطق تحديات جديدة. إن زيادة تردد تشغيل أجهزة الموجات القصيرة هو أمر محدود بسبب قدرة حركة الناقل ضمن أشباه الموصلات المتذبذبة. من ناحية أخرى يكون انخفاض طاقة الفوتونات المنبعثة بسبب انتقالات الإلكترونات في أشباه الموصلات محدود بسبب أن طاقة فوتونات التيرا هيرتز أقل من الطاقة الحرارية في درجة حرارة الغرفة. تم استخدام طرق أخرى تجمع بين جوانب كل من الفوتونات والإلكترونيات.